# Baume & Mercier
Pour les articles homonymes, voir Baume et Mercier.
Baume & Mercier, est une société suisse d’horlogerie de luxe fondée en 1830, filiale du conglomérat de luxe Richemont.

## Histoire

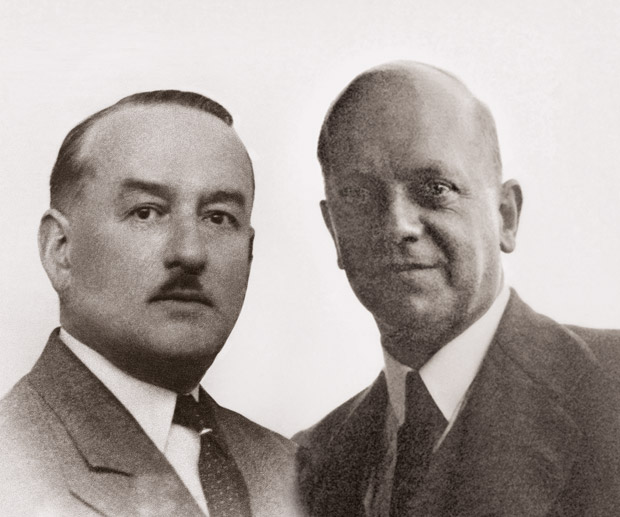
Paul Mercier et William Baume.

### Origines
L'entreprise Baume & Mercier fut fondée sous le nom de « Frères Baume » en 1830, par les frères Louis-Victor et Célestin Baume, qui ouvrirent leur commerce de montres à « Les Bois » (dit aux Bois), un village dans le canton du Jura. Le fabricant de montres suisses prit son essor au niveau international en établissant une succursale du nom de « Baume Brothers » à Londres en 1851, ce qui engendra son expansion à travers l’Empire britannique. À la fin du XIXe siècle, la société s'était forgée une solide réputation internationale, ses montres battirent des records de précision et gagnèrent ainsi de nombreuses compétitions de précision chronométrique.
Baume et Mercier est une marque avant-gardiste sur l’importance de l’émancipation des femmes. En 1869, Louis-Victor Baume offre à sa fille Mélina une montre de gousset en or décorée de motifs floraux qui marque le début de leur relation privilégiée avec les femmes.
En 1918, le directeur de la société, William Baume, établit un partenariat avec Paul Mercier afin de fonder « Baume & Mercier » à Genève. La société se spécialisa dans la fabrication de montres-bracelet, et toute particulièrement de modèles conçus de manière non conventionnelle, ne possédant pas la forme ronde traditionnelle. 
En 1919, Baume & Mercier obtint le Poinçon de Genève, la plus haute distinction internationale pour l'excellence horlogère.
Au cours des « Années Folles » la marque lança un grand nombre de collections de montres modernes pour les femmes et plus particulièrement la Marquise, leur première montre bijoux dotée d’un bracelet esclave rigide qui fit l’un des grands succès de la maison Baume et Mercier. À la suite de la Seconde Guerre mondiale, il était possible de lire « Haute fantaisie pour les dames » dans les réclames de Baume et Mercier.

### Histoire moderne
En 1963, Baume & Mercier rejoint le groupe PBM International spécialisé dans la production et distribution horlogère de luxe.
En 1964, l’horlogerie choisit comme emblème le symbole grec Phi Φ, qui symbolise la perfection des proportions.
En 1988, PBM International est racheté par Richemont. C’est ainsi que Baume et Mercier rejoindra le groupe.
En 2018, Baume et Mercier présenta son premier mouvement manufacture au SIHH, le calibre Baumatic BM12-1975A. Ce mouvement fut développé en association avec la manufacture horlogère ValFleurier et le département de Recherche & Innovation du groupe Richemont auquel appartient la marque. Jusqu’à cette année, les montres de Baume & Mercier utilisaient des mouvements achetés à des tiers tels que ETA ou Sellita notamment. Désormais cinq de ses références sont équipées du mouvement Baumatic qualifié comme très haut de gamme et qui reste dans le positionnement de prix de la marque (entre 2300 à 2900 euros).

## Données financières
La société ne communique pas sur ses données financières. Il a toutefois été fait état de pertes en 2016, et d'un chiffre d'affaires estimé par la banque d'investissement Vontobel à 115 millions d'euros en 2017.

## Gamme de produits
Dans le créneau des montres de luxe, Baume et Mercier propose en majorité des produits de milieu de gamme (prix 2016 entre 2 000 $ et 5 000 $, prix 2018 entre 1000 et 4000 CHF). Elle conçoit le design qui vient habiller le calibre fabriqué par d'autres horlogers, Sellita ou généralement ETA, filiale du Swatch Group. 
Dans le milieu des années 2010, la marque propose une collection pour homme (Capeland), deux collections pour femme (Linea et Promesse) et des collections mixtes (Clifton, Classima et Hampton). En 2015, Baume & Mercier renforce son offre de montres de sport en concluant un partenariat avec le constructeur américain de voitures de course Carroll Shelby International. La société propose alors en édition limitée, dans ses collections Capeland et Cliftonles des modèles « Shelby Cobra », d'après le nom de la célèbre voiture de course.
En 2016, Baume & Mercier a commencé à proposer des offres plus abordables, ne dépassant pas la barre des 1 000 $, avec le lancement de ses modèles « My Classima », une sous-collection de la collection de montres habillées Classima. Toutefois, lorsque Baume Watches, une autre filiale du groupe Richemont, lance en 2018 une marque d'entrée de gamme entre 500 et 1000 CHF, Geoffroy Lefebvre, le directeur commun des deux entités, indique que Baume et Mercier n'est pas affecté, car il n'y a pas de chevauchement entre les deux marques : « ce n’est ni les mêmes prix ni les mêmes produits ».
En 2018, souhaitant renouer avec ses origines historiques, la société propose à titre de test un calibre fait maison, et qui est présenté sous le nom de Baumatic. Ce mouvement est complexifié en 2019, afin d'en montrer le potentiel. Les produits l'intégrant sont proposés à un prix nettement plus élevé, entre 20 000 et 25 000 euros.

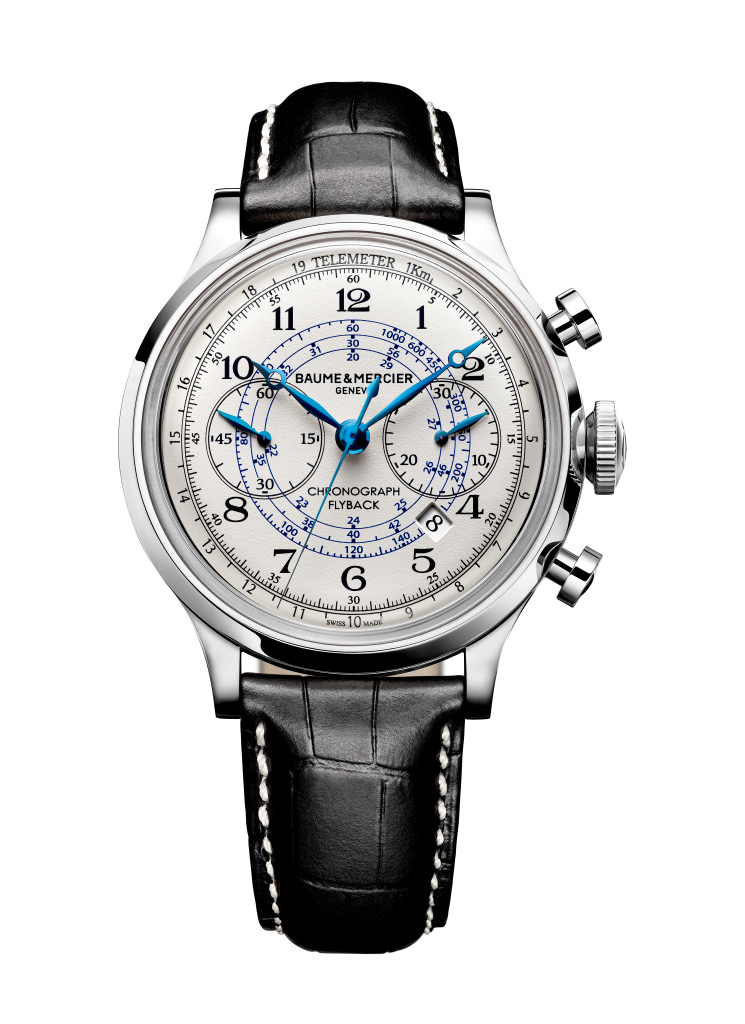
Montre du modèle Capeland.
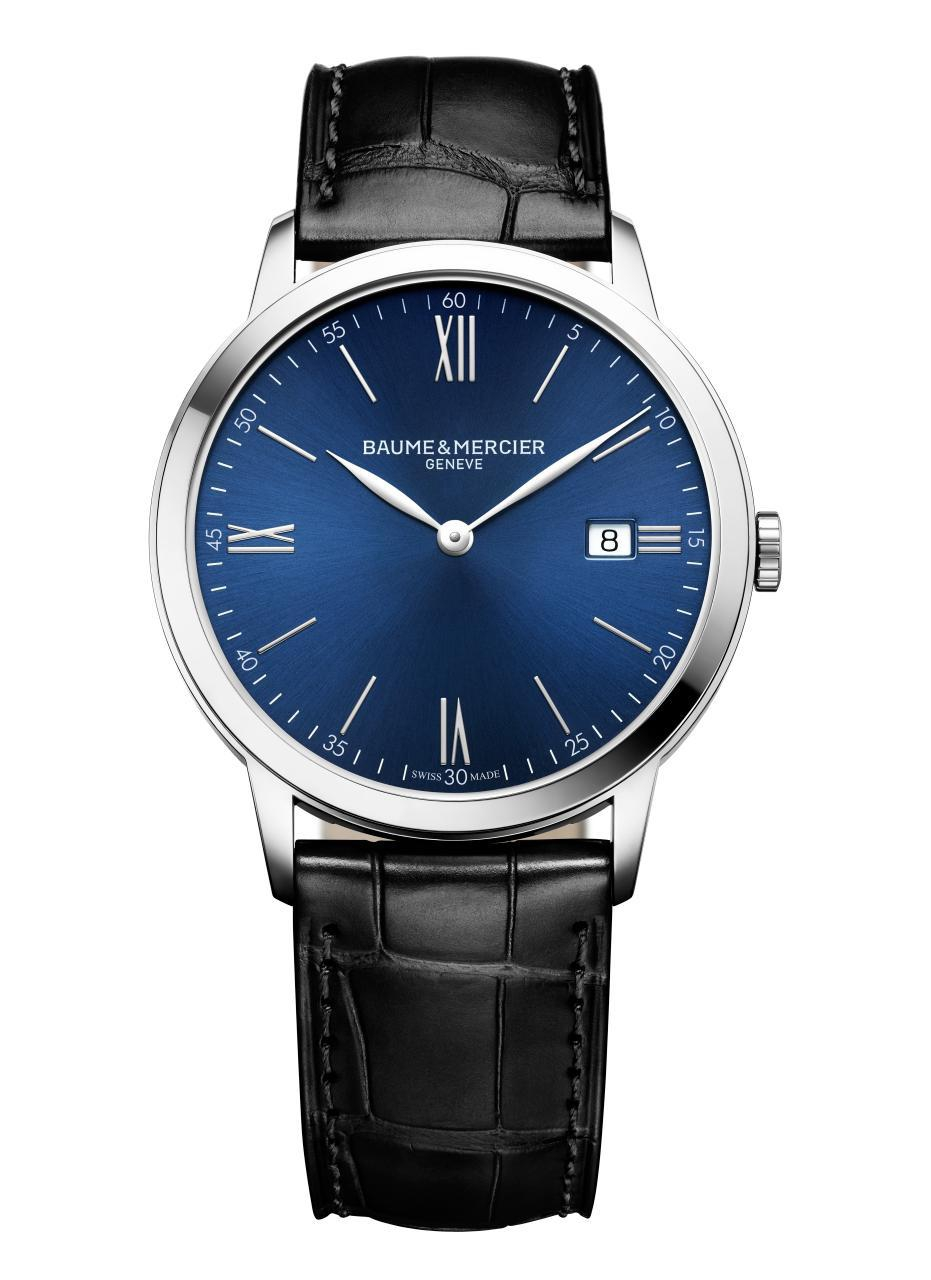
Classima 10324.
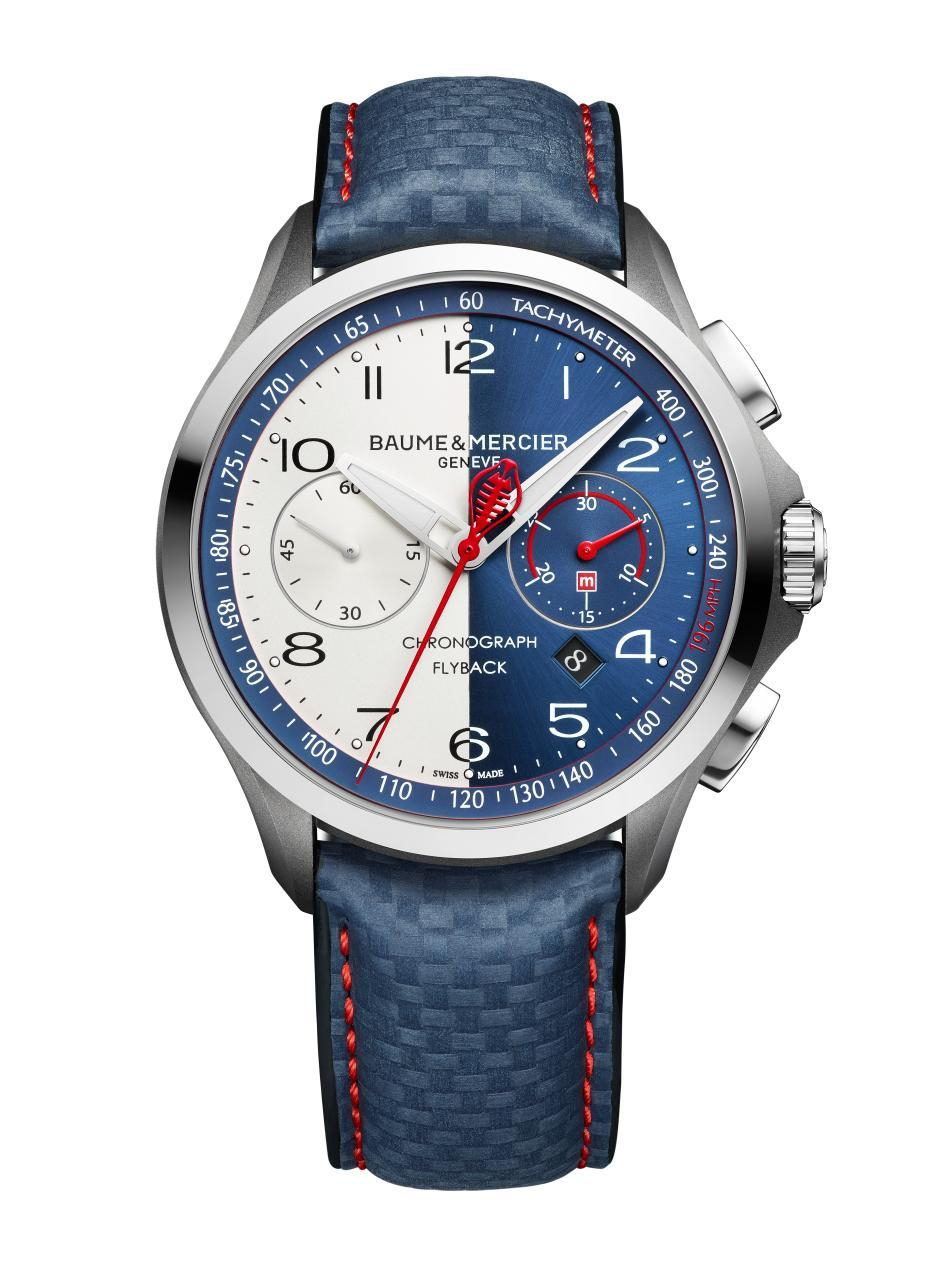
Clifton Club Shelby Cobra 10344.
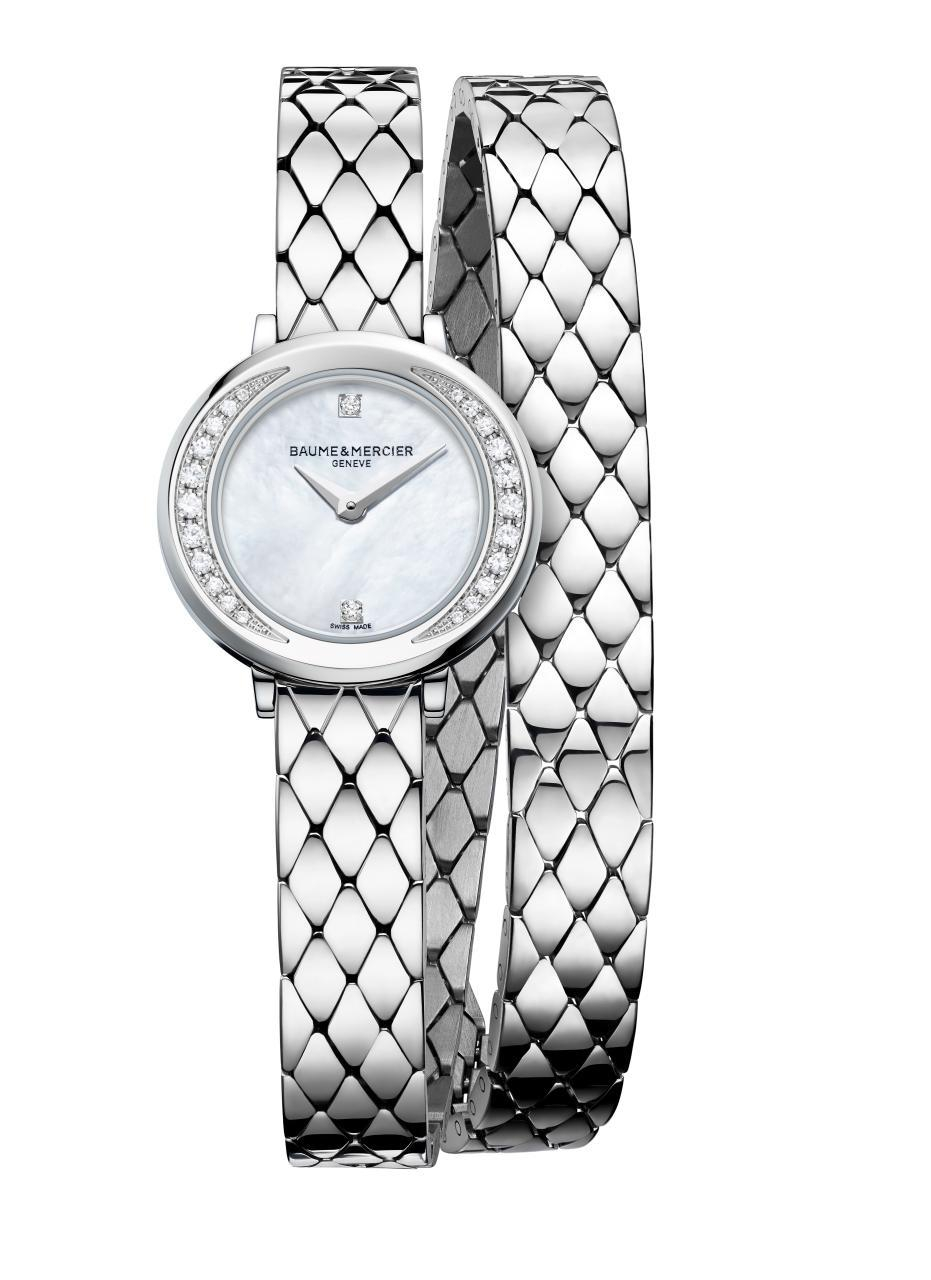
Petite Promesse 10289.

## Les « Ambassadeurs »
Pour rehausser son image de marque, Baume et Mercier conclut des contrats avec des célébrités chargées d'en faire la promotion en arborant ses produits, leur rémunération étant versée à des ONG choisies par la célébrité.
Les célébrités ayant conclu ce type de contrat tripartite et désignées sous le nom d'« ambassadrices » de Baume & Mercier sont notamment Gwyneth Paltrow. Emmanuelle Chriqui, Andy García, Gary Sinise, Ashton Kutcher, David Duchovny, Teri Hatcher, Kim Basinger, Evangeline Lily, et Kiefer Sutherland. La campagne de soutien par les célébrités « Baume & Mercier & Me » permit de réunir des fonds pour les œuvres de charité.
En décembre 2015, l'acteur, chanteur et mannequin chinois Chen Kun est devenu ambassadeur de renom pour Baume & Mercier et a porté une montre de la collection Clifton pour la campagne de lancement.

## Anciennes collections
Au cours des années 1970, Baume & Mercier mit sur le marché des montres telles que les modèles Galaxie et Stardust. En 1973, Baume & Mercier présenta la Riviera, l’une des premières montres de sport en acier. En 1988, le fabricant suisse rejoignit le groupe Richemont.
- Riviera - collection de chronographes de sport. Pour commémorer le jeu parfait qu'il remporta le 29 mai 2010, Roy Halladay de Philadelphia Phillies acheta 60 chronographes Riviera Sport 8724 personnalisés, pour chaque membre de son équipe et l'ensemble du personnel du club, pour exprimer sa reconnaissance[22],[23],[24].
- Diamant – collection pour femme à la signature couronne « diamant ovale »[25]
- Iléa - collection pour femme, 30 mm de diamètre, avec couronne au diamant excentré[26]

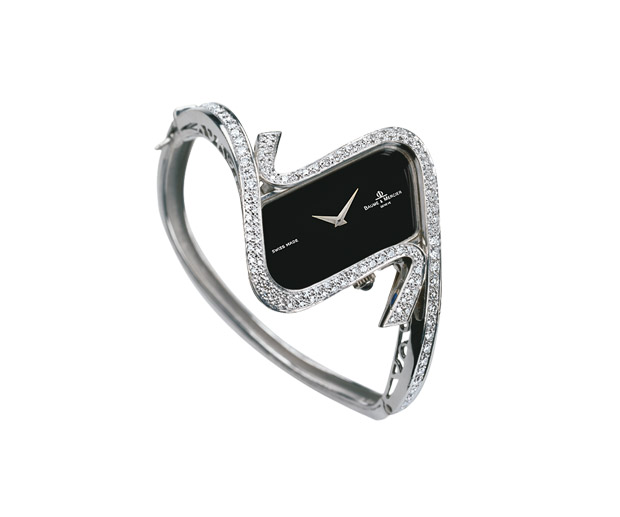
Le modèle Galaxie mis sur le marché dans les années 70.
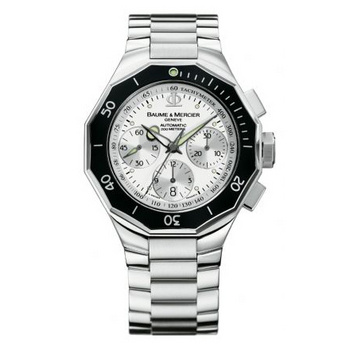
Le chronographe de Riviera Sport 8724.